# Rudolph Matt
Rudolph „Rudi“ Matt (* 10. September 1909 in St. Anton am Arlberg; † 18. November 1993 in Innsbruck) war ein österreichischer nordischer und alpiner Skisportler. 1936 wurde er Weltmeister im Slalom.

## Biografie
Rudolph Matt begann schon früh mit dem Skisport. Er nahm sowohl an nordischen Bewerben (Sprunglauf, Langlauf) als auch an alpinen Bewerben (Abfahrt, Slalom) teil. Im Laufe seiner Karriere feierte er die größeren Erfolge in den Alpinrennen. Erste Spitzenresultate erreichte Matt im Winter 1930. Er wurde Zweiter in der Abfahrt am Feldberg und erreichte in der Abfahrt des prestigeträchtigen Arlberg-Kandahar-Rennens in St. Anton ebenfalls Rang zwei. Einen weiteren zweiten Platz holte er in der Nordischen Kombination in Kitzbühel.
1931 feierte er in seinem Heimatort die ersten Siege. Bei einem starken Teilnehmerfeld gewann er den Slalom von St. Anton und zudem den Sprunglauf und den Zusammengesetzten Lauf. Im Arlberg-Kandahar-Rennen in Mürren wurde er Zweiter in der Kombination. Im folgenden Winter gelangen ihm Siege beim Springen in Innsbruck, in der Dreier-Kombination am Hahnenkamm in Kitzbühel und in der Nordischen Kombination in Schreiberhau im Rahmen der Deutschen Meisterschaften. Bei den Alpinen Skiweltmeisterschaft 1932 in Cortina d’Ampezzo wurde er Achter in der Abfahrt, Zehnter in der Kombination und Elfter im Slalom. Die gesamte Saison 1932/33 musste er wegen eines Beinbruchs pausieren.
Im Winter 1934 gelang ihm der zweite Rang beim bekannten Parsenn-Derby in Davos und er nahm an den nordischen Skiweltmeisterschaften im schwedischen Sollefteå teil, erreichte dort aber nur Platzierungen im Mittelfeld. Bei den Arlberg-Kandahar-Rennen in St. Anton kam er auf den zweiten Platz im Slalom. Auch 1935 startete Matt bei der nordischen Skiweltmeisterschaften in der Hohen Tatra. Mit der Staffel kam er auf den achten Rang, im Langlauf über 18 km belegte er Platz 15. Im Alpinen Bereich gelangen ihm mehrere Zweite Plätze, unter anderem in den Abfahrten von St. Anton und beim traditionellen Glocknerrennen. In den weiteren Jahren konzentrierte er sich zunehmend auf die Alpinbewerbe.
1936 wurden bei den Olympischen Winterspielen erstmals Alpinbewerbe ausgetragen. Matt konnte aber wie viele seiner Kollegen nicht daran teilnehmen, da er als staatlich geprüfter Skilehrer gegen die Amateurregeln verstieß und zu den Profis gezählt wurde. Bei den alpinen Weltmeisterschaften 1936 in Innsbruck feierte Matt seinen größten Erfolg. Mit einer halben Sekunde Vorsprung auf Landsmann Eberhard Kneisl gewann er die Goldmedaille im Slalom. In der Abfahrt wurde er Sechster und verpasste damit nur knapp eine Kombinationsmedaille. Zwei weitere Saisonsiege gelangen Matt im Slalom und in der Kombination bei den Hahnenkammrennen in Kitzbühel.
Im Winter 1937 waren seine besten Ergebnisse der zweite Platz im Parsenn-Derby und der dritte Rang beim Glocknerrennen. Bei den alpinen Weltmeisterschaften 1937 konnte er seinen Titel nicht verteidigen, wurde nur Siebenter im Slalom und in der Kombination und Neunter in der Abfahrt. 1938 feierte er einen Sieg im Riesenslalom von Davos und wurde Zweiter in der Feldberg-Abfahrt. Bei den alpinen Weltmeisterschaften 1938 in Engelberg kam er auf den vierten Slalomrang, wurde Siebter in der Kombination und Neunter in der Abfahrt. Den letzten Sieg feierte Matt 1939 mit dem Gewinn der Kombination des Tschammer-Pokals in St. Anton, beim Parsenn-Derby wurde er nochmals Zweiter.
Rudi Matt war Angehöriger des NSKK, er wurde nach 1938 zur Hilfspolizei (Verstärkter Polizeischutz/VPS) eingezogen, als Polizei-Oberwachtmeister der Reserve trainierte er die Langläufer der Reichsmannschaft der Ordnungspolizei.
Nach dem Krieg blieb Matt dem Skisport eng verbunden. Er war lange Zeit Leiter der Skischule in St. Anton und betreute 1948 die österreichische Olympiamannschaft in St. Moritz. Im Winter 1950/51 leitete er auch die Skischule in Sun Valley im US-Bundesstaat Idaho. Ende der 1950er-Jahre unternahm er mehrere Reisen nach Japan und demonstrierte dort die österreichische Lehr- und Fahrweise. 1968 folgte eine Reise nach Indien, wo er am Aufbau einer Skistation in der Kaschmirregion beteiligt war.
Matt wirkte auch in mehreren Filmen mit, die das Skifahren als Hauptthema hatten, beispielsweise 1931 in Der weiße Rausch – neue Wunder des Schneeschuhs von Arnold Fanck, 1947 in Wintermelodie (orig. Les amours de Blanche Neige) oder 1958 in Der schwarze Blitz.

## Erfolge

### Alpine Skiweltmeisterschaften
- Cortina d’Ampezzo 1932: 8. Abfahrt, 10. Kombination, 11. Slalom
- Innsbruck 1936: 1. Slalom, 4. Kombination, 6. Abfahrt
- Chamonix 1937: 7. Slalom, 7. Kombination, 9. Abfahrt
- Engelberg 1938: 4. Slalom, 7. Kombination, 9. Abfahrt

### Nordische Skiweltmeisterschaften
- Sollefteå 1934: 23. Kombination, 43. Sprunglauf, 76. 18 km Langlauf
- Vysoké Tatry 1935: 8. Staffel, 15. 18 km Langlauf

## Auszeichnungen (Auszug)
- 1960: Goldenes Verdienstzeichen der Republik Österreich